# こたきこなみ
こたき こなみ（1936年12月6日 - ）は、日本の詩人。北海道小樽市生まれ。本名・武藤小浪。

## 経歴
北海道小樽潮陵高等学校卒。「詩世紀」「にゅくす」「地球」「舟」等を経て、現在「火牛」同人。日本現代詩人会理事。1994年度、2001年度H氏賞の選考委員を務める。2001年『星の灰』で第34回小熊秀雄賞受賞。現代詩人賞選考委員。

## 詩集
- 『キッチン・スキャンダル 詩集』レアリテ叢書 1982
- 『銀河葬礼 詩集』花神社 1988
- 『幻野行 詩集』思潮社 1997
- 『星の灰』書肆青樹社、2000
- 『夢化け 詩集』書肆青樹社 2006
- 『第四間氷期』土曜美術社出版販売 2013

## 注
1. ↑  『文藝年鑑』2008
2. ↑  小熊秀雄賞・受賞者略歴